# Alice Orlowski
Alice Minna Elisabeth Elling Orlowski (Berlino, 30 settembre 1903 – 1976) è stata una militare e criminale di guerra tedesca, fu una guardia femminile in diversi campi di concentramento nazisti nella Polonia occupata dai tedeschi durante la seconda guerra mondiale. Dopo la guerra, fu condannata per crimini di guerra.

## Biografia
Nacque a Berlino nel 1903, iniziò ad addestrarsi come guardia nel campo di concentramento di Ravensbrück in Germania nel 1941. Nell'ottobre 1942, fu selezionata come SS-Aufseherin per essere distaccata al campo di Majdanek, nella Polonia occupata dai tedeschi, dove, insieme a Hermine Braunsteiner, venne considerata una delle sorveglianti più brutali: le due caricarono regolarmente i camion di donne destinati alle camere a gas, se un bambino fosse stato lasciato lo avrebbero gettato sopra gli adulti come un bagaglio per poi chiudere la porta con il chiavistello. Orlowski aspettò spesso l'arrivo di nuovi trasporti di donne per frustare i prigionieri, soprattutto sugli occhi. A Majdanek, Orlowski fu promossa al grado di Kommandoführerin, cioè sovrintendente dei lavori, nei capannoni per lo smistamento. 
Come SS-Aufseherin, Orlowski supervisionò oltre 100 donne impiegate nella selezione degli oggetti presi dai prigionieri in precedenza gasati: orologi, pellicce, cappotti, oro, gioielli, denaro, giocattoli, occhiali e così via. Quando il campo fu evacuato, i tedeschi inviarono Orlowski al famigerato campo di concentramento di Kraków-Płaszów vicino a Cracovia.
All'inizio di gennaio 1945, Orlowski era tra le donne delle SS inviate alla marcia della morte ad Auschwitz-Birkenau e fu durante questo periodo che il suo comportamento, precedentemente osservato come brutale e sadico, divenne più umano. Durante la marcia della morte a metà gennaio 1945 da Auschwitz a Loslau, Orlowski diede conforto ai detenuti: dormì accanto a loro all'aperto e portò anche l'acqua per chi avesse sete. Non è noto perché il suo atteggiamento fosse cambiato, ma si è ipotizzato che sentisse la fine della guerra e che quindi presto sarebbe stata processata come criminale di guerra.

## Dopoguerra
Dopo la fine della guerra nel maggio 1945, Orlowski fu catturata dalle forze sovietiche ed estradata in Polonia per essere processata per i crimini di guerra commessi. Fu accusata al processo di Auschwitz nel 1947, condannata all'ergastolo e poi rilasciata nel 1957 dopo aver scontato 10 anni.
Nel 1975, la Germania Ovest trovò Orlowski e la mise sotto processo nei processi di Majdanek. Morì per cause naturali durante il processo nel 1976 all'età di 73 anni.